# Coleophora uralensis
Coleophora uralensis é uma espécie de mariposa do gênero Coleophora pertencente à família Coleophoridae.